# Kašubsko
Kašubsko (kašubsky Kaszëbë, polsky Kaszuby, latinsky Cassubia) je historické území při pobřeží Baltského moře. Jednou z historických metropolí je Gdaňsk v dnešním Polsku v Pomořském vojvodství.

## Název

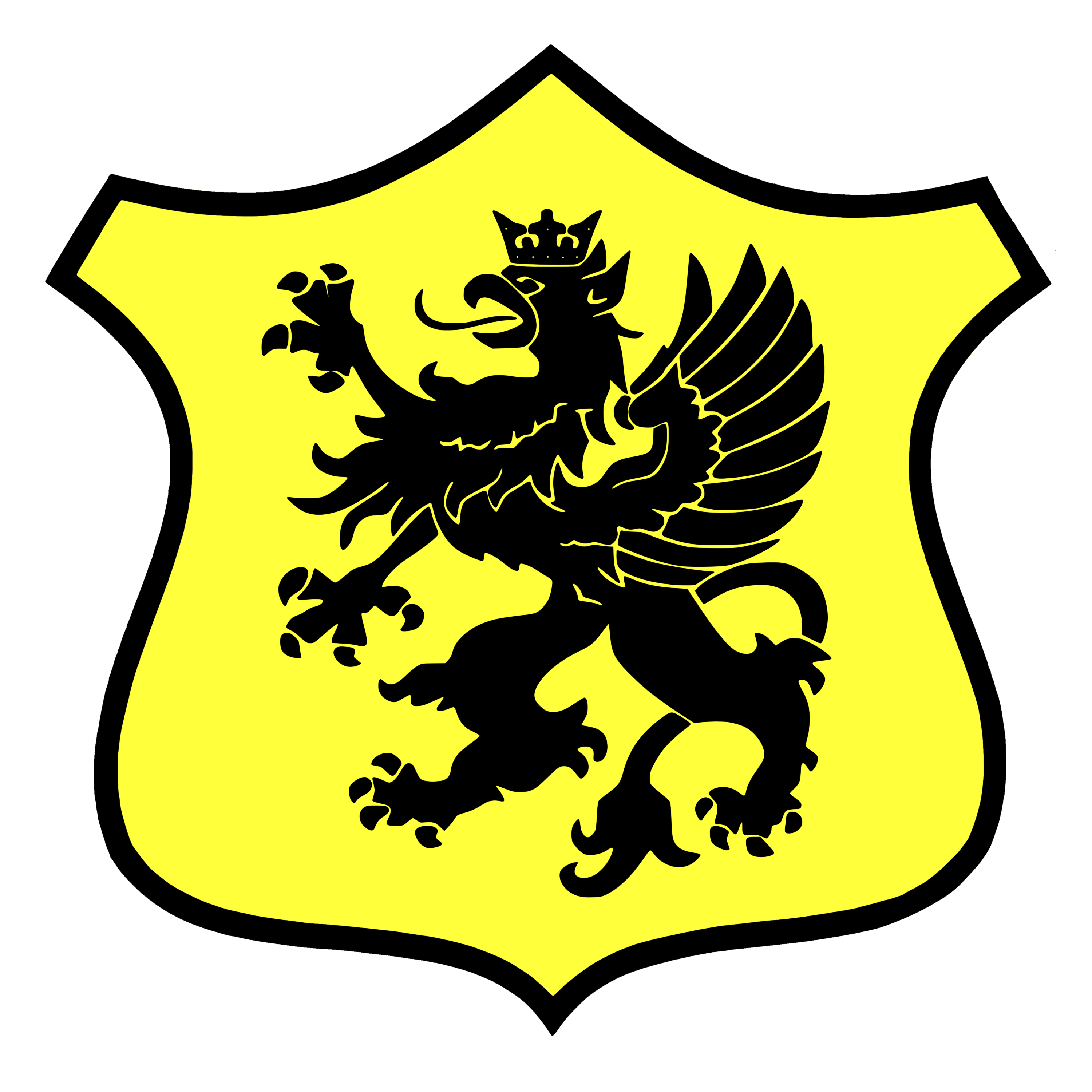
Tradiční znak

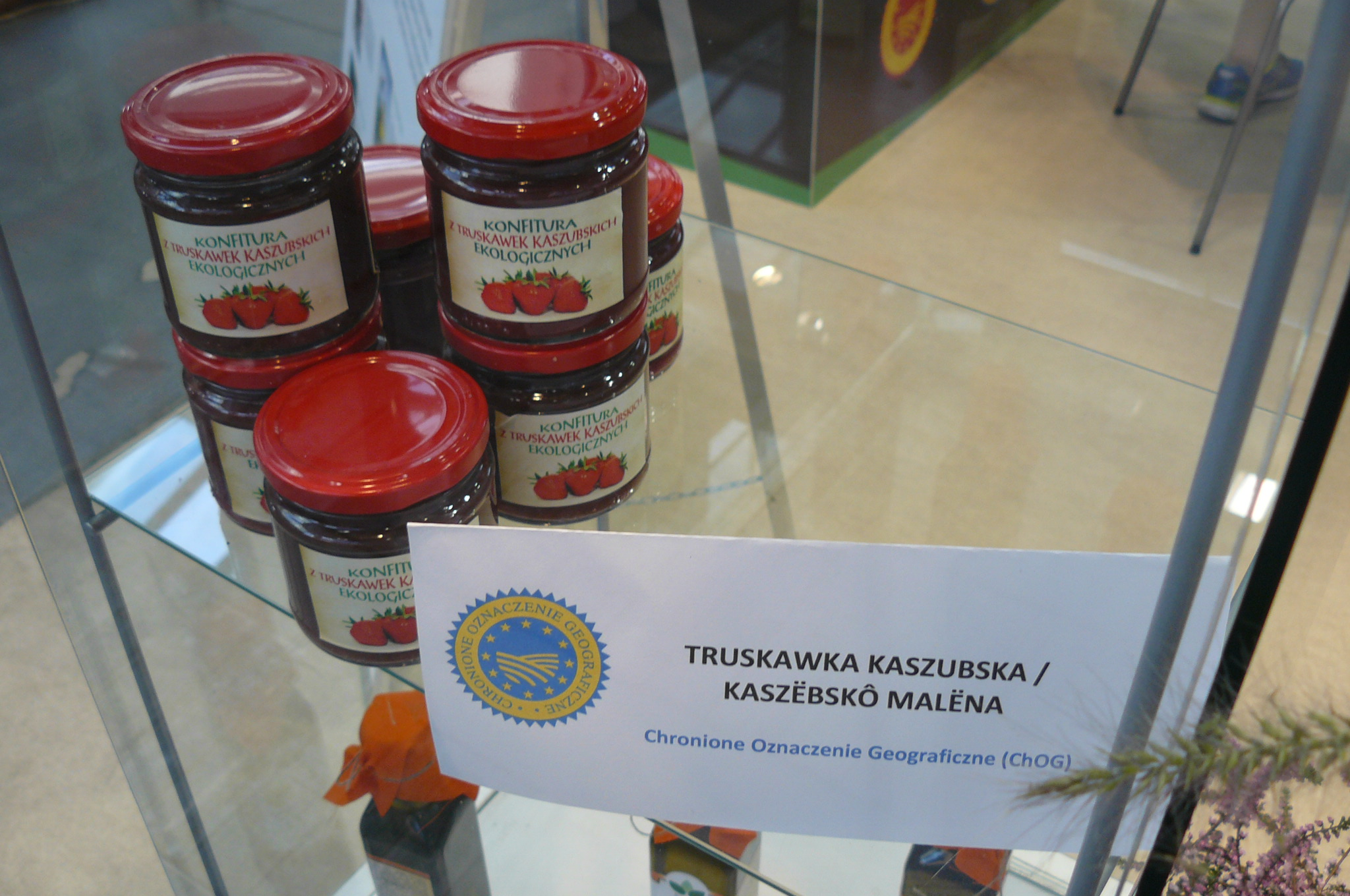
Kašubské produkty z jahod

Název Kaszëbë, Cassubia se odvozuje ze staré slovanštiny, neboť území bylo v 7. století osídleno západoslovanskými kmeny Pomořanů. Potomky Pomořanů jsou Kašubové v dnešním Polsku.

## Východní Pomořany
Východní Pomořany se rozprostíraly na území mezi ústím řeky Visly a městem Lęborkem. Od 10. století byly součástí Polska. Po nadvládě řádu německých rytířů (1308 až 1466) byly německá část. Polská část byly nazývány Královské Prusy a po prvním dělení Polska, kdy je získalo Prusko, Západní Prusy. Po 1. světové válce připadly s výjimkou Gdaňska Polsku, za nacistické okupace náležely pod přímou německou správou. Od roku 1945 jsou součástí Polska.